# Dudu Zulu
Pour les articles homonymes, voir Zulu.
Dudu Zulu (25 décembre 1957 - 4 mai 1992), de son nom complet Dudu Mntowaziwayo Ndlovu, était le percussionniste et danseur du groupe sud-africain Savuka. Il a été le partenaire de Johnny Clegg, le Zoulou blanc, pendant de nombreuses années, dansant dans les rues de Soweto, et sur les plus grandes scènes du monde entier.
Dudu Zulu a été assassiné de sept balles d'AK-47 dans le dos près de Greytown où il habitait, victime des violences liées à l'apartheid.
Johnny Clegg lui a dédié la chanson The Crossing (Osiyeza), qui figure sur la bande originale du film Invictus réalisé en 2009 par Clint Eastwood.